# Olympische Winterspiele 1988/Teilnehmer (Costa Rica)
| Gelbes Symbol für Goldmedaillen mit stilisierten Olympischen Ringen | Graues Symbol für Silbermedaillen mit stilisierten Olympischen Ringen | Braundes Symbol für Bronzemedaillen mit stilisierten Olympischen Ringen |
| ------------------------------------------------------------------- | --------------------------------------------------------------------- | ----------------------------------------------------------------------- |
| —                                                                   | —                                                                     | —                                                                       |

Costa Rica nahm an den Olympischen Winterspielen 1988 im kanadischen Calgary mit zwei Sportlern und in zwei Sportarten teil.

## Teilnehmer nach Sportarten

### Ski Alpin
- Arturo Kinch
Riesenslalom → 62. (+43,46 s)
- Julián Muñoz
Riesenslalom → 68 (+1 min 14,22 s)
Slalom → 51. (+1 min 17,36 s)

### Ski Nordisch
- Arturo Kinch
15 km → 82.
30 km → 87.